# Susumu Fukui
Susumu Fukui (japonsky: 福井進, Fukui Susumu, * 21. května 1947) je profesionální hráč go.

## Biografie
Susumu se stal profesionálním hráčem v roce 1965. V roce 1994 získal 9. dan. Roku 1959 se stal studentem Kaora Iwamota. V roce 1990 měl na svém kontě 500 profesních výher. Jeho starší bratr Masaaki Fukui je 8. dan.

## Postup
| Stupeň | Rok  |
| ------ | ---- |
| 1. dan | 1965 |
| 2. dan | 1965 |
| 3. dan | 1966 |
| 4. dan | 1969 |
| 5. dan | 1971 |
| 6. dan | 1976 |
| 7. dan | 1985 |
| 8. dan | 1990 |
| 9. dan | 1994 |